# Gumberk
Gumberk je naselje u slovenskoj Općini Novom Mestu. Gumberk se nalazi u pokrajini Dolenjskoj i statističkoj regiji Jugoistočnoj Sloveniji. 

## Stanovništvo
Prema popisu stanovništva iz 2002. godine naselje je imalo 67 stanovnika.